# Wish You Were Here (Rednex)
Wish You Were Here è una canzone pop-country incisa nel 1995 dalla band svedese Rednex e compresa nell'album di debutto del gruppo, Sex & Violins. Autore del brano è Leskelä Teijo.
Il singolo, pubblicato su etichetta ZYX Music/Zomba Records e prodotto da Denniz Pop e Max Martin, raggiunse la prima posizione nelle classifiche di Austria, Germania, Norvegia e Svizzera ed è stato disco di platino in Germania.

## Testo
Protagonista del brano è una donna, che sente infinitamente la mancanza dell'uomo che ama, che in questo momento si trova lontano.
Dice che di quest'uomo, che ama sin dal primo momento in cui l'ha visto, le manca proprio tutto (il suo sorriso, la sua risata, ecc.) e nel descrivere la sensazione di vuoto e di gelo nel proprio cuore usa la metafora the stove is getting colder, ovvero "la stufa sta diventando più fredda". E mentre lui è lontano, ogni secondo le sembra un minuto e ogni minuto un giorno intero.

## Tracce

### 45 giri (Versione 1)[11]
1. Wish You Were Here 4:00
2. Hittin' the Hay 3:19

### 45 giri (Versione 2)[12]
1. Wish You Were Here (Radio Edit) 4:00
2. Wish You Were Here (Live at At Brunkeflo Town Hall) 4:08

### 45 giri maxi[8]
1. Wish You Were Here (Stampede Remix) 5.57
2. Wish You Were Here (Radio Edit) 4:00
3. Wish You Were Here (Live at At Brunkeflo Town Hall) 4:08
4. Hittin' the Hay 3:19

### CD maxi[7][9]
1. Wish You Were Here (Radio Edit) 4:00
2. Wish You Were Here (Live at At Brunkeflo Town Hall) 4:08
3. Hittin' the Hay 3:19
4. Wish You Were Here (Stampede Remix) 5:57

## Video musicale
Il video musicale è ambientato durante la guerra civile americana: si vede una donna in un accampamento nordista mentre pensa all'uomo che ama in divisa; contemporaneamente scorrono immagini di battaglie.

## Classifiche
| Paese       | Posizione massima | Nr. di settimane |
| ----------- | ----------------- | ---------------- |
| Austria     | 1                 | 6                |
| Francia     | 2                 | 5                |
| Germania    | 1                 |                  |
| Norvegia    | 1                 | 20               |
| Paesi Bassi | 32                |                  |
| Svizzera    | 3                 |                  |

## Cover
Hanno inciso una cover di Wish You Were Here dei Rednex:
- Blackmore's Night (nell'album Shadow of the Moon del 1997)[14]
- Anna-Maria Zimmermann, concorrente del talent show Deutschland sucht den Superstar, nell'album Love Songs (2007)[15]